# 千代田町立東小学校
千代田町立東小学校（ちよだちょうりつひがししょうがっこう）は、群馬県邑楽郡千代田町にある公立小学校である。

## 概要
学校教育方針は「ひがしの教育」で、「広い心の子」「がんばりぬく子」「自分で考える子」の頭文字をとったものである。

## 歴史
- 1874年 - 東寧学舎の分校として、洞源寺に設立[2]。

## 学区
本校の学区にあたるのは、以下の地区である。
- 瀬戸井
- 上五箇
- 上中森
- 下中森
- 萱野
- 木崎